# زیرپوش رکابی

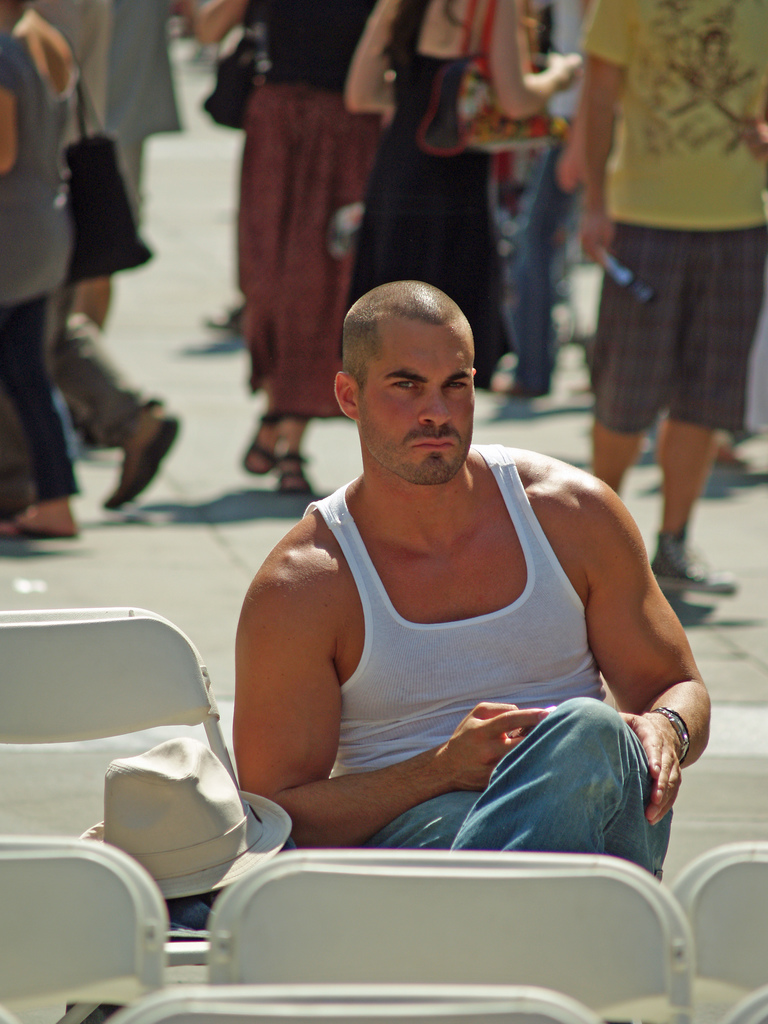

زیرپوش رکابی، رکابی یا عرق‌گیر است که به شکل بی‌آستین دوخته می‌شود. زیرپوش رکابی هم توسط زنان و هم مردان استفاده می‌شود. همچنین ورزشکاران و به ویژه ورزشکاران دو و میدانی و ورزش سه‌گانه از این پوشش استفاده می‌کنند.  

## انواع جنس زیرپوش رکابی
زیرپوش رکابی پنبه :زیرپوش رکابی پنبه از الیاف پنبه و ۱۰۰٪ نخ هستند که برای عرق گیری و خنک بودن بهترین هستند گاه شرکت هایی درصدی پلاستیک را به زیرپوش اضافه می کنند که در مرور زمان باعث پرز شدن می شود
زیرپوش رکابی تریکو: یا (پولی استر پنبه)این نوع از جنس زیرپوش رکابی بسته به نوع های مختلف از۵۵٪ تا ۷۰٪ نخ را دارند و۳۰٪ الیاف تشکیل دهنده دیگر زیرپوش را مواد پلاستیک تشکیل می دهند که علت استفاده از پلاستیک در آن این است که قیمت مواد تشکیل دهنده پلاستیکی ارزان تر از پنبه هستند و دوام زیرپوش رکابی را بالا می برند
زیرپوش رکابی استریج: زیرپوش رکابی استریج از الیاف ۱۰۰٪ پلاستیک  می باشد که استفاده از این زیرپوش ها اکثرا برای مصارف ورزشی به کار می رود هنگامی که از این نوع زیرپوش استفاده و تعریق می کنیم شست و شو راحت تری دارند و شکل خود را از دست نمی دهند
زیرپوش رکابی گیاهی: زیرپوش رکابی گیاهی از الیاف بامبو تشکیل شده و به نسبت جنس نرم تری را نسبت به سایر جنس های زیرپوش رکابی را دارند قدرت چاپ پذیری بالایی را دارند و معمولا زیبا و شکیل تر هستند

## نگارخانه

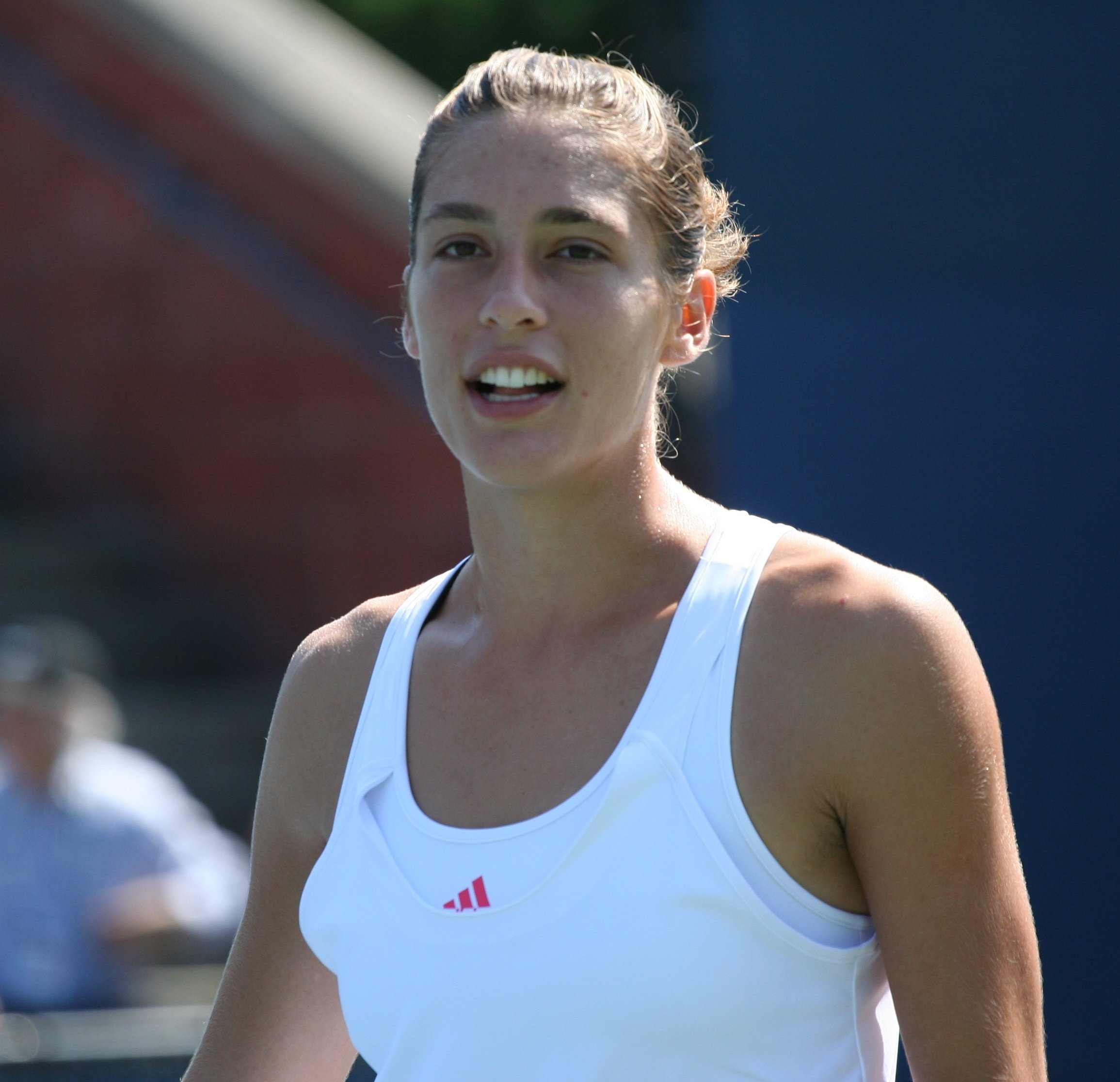
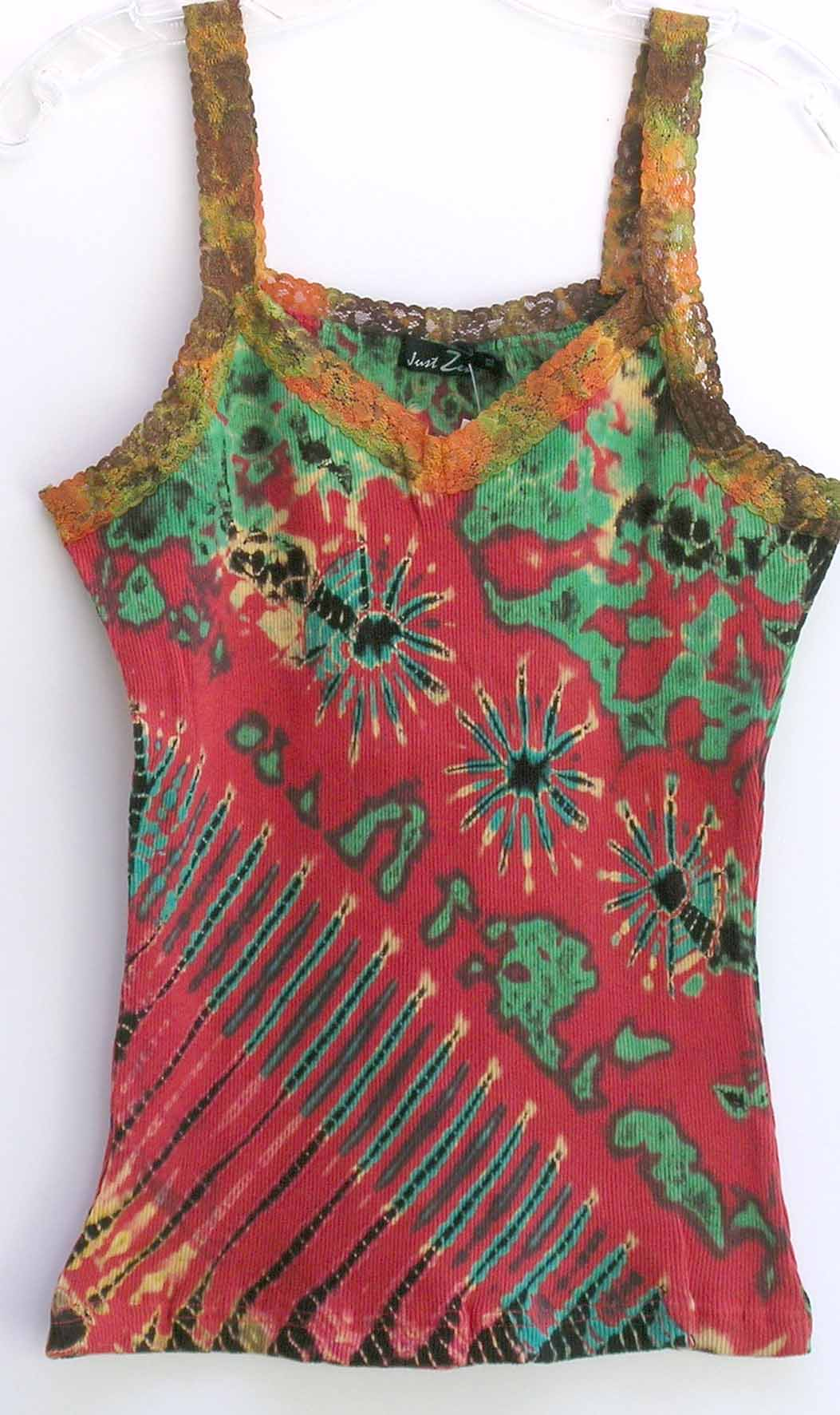
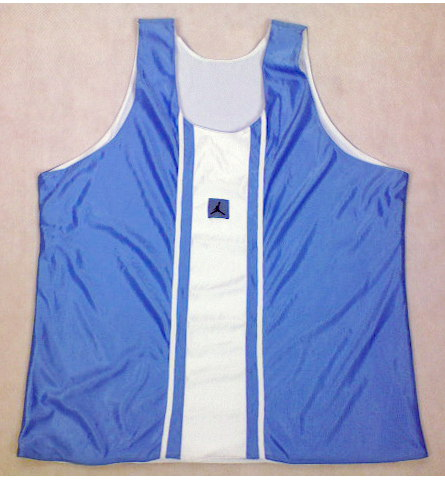
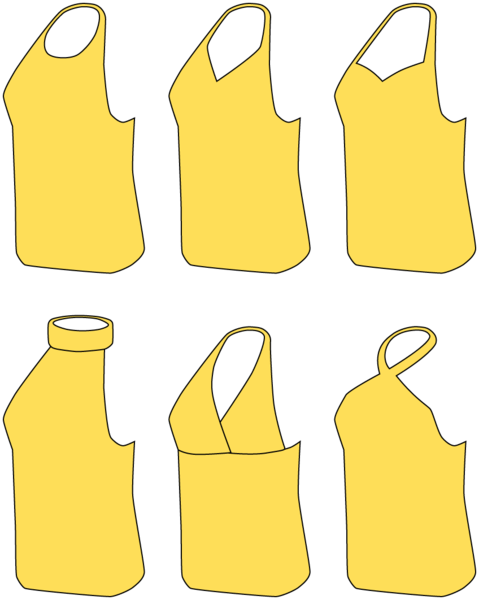
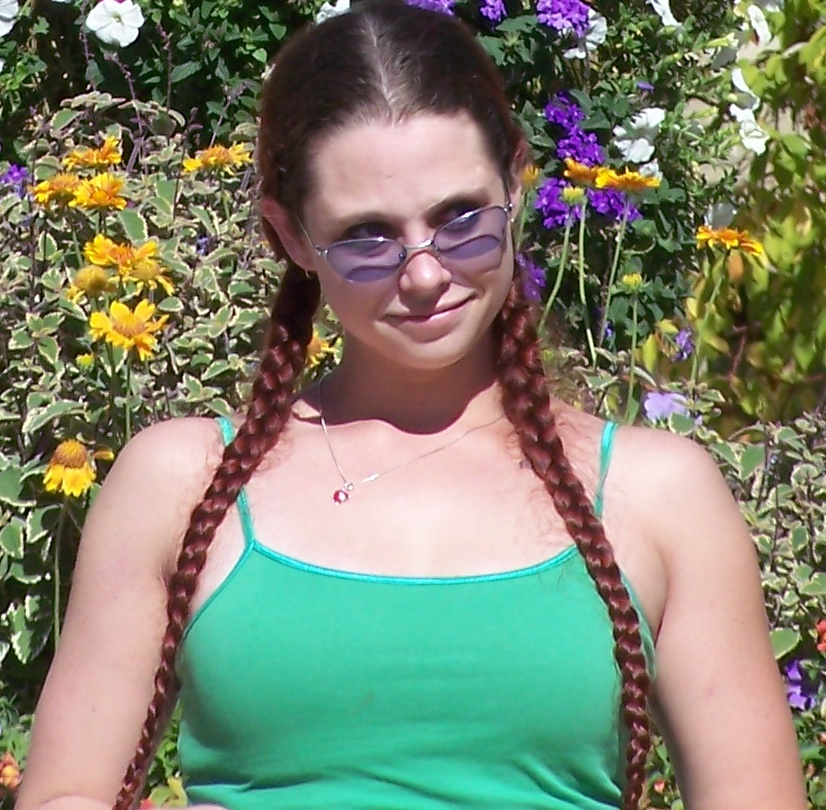
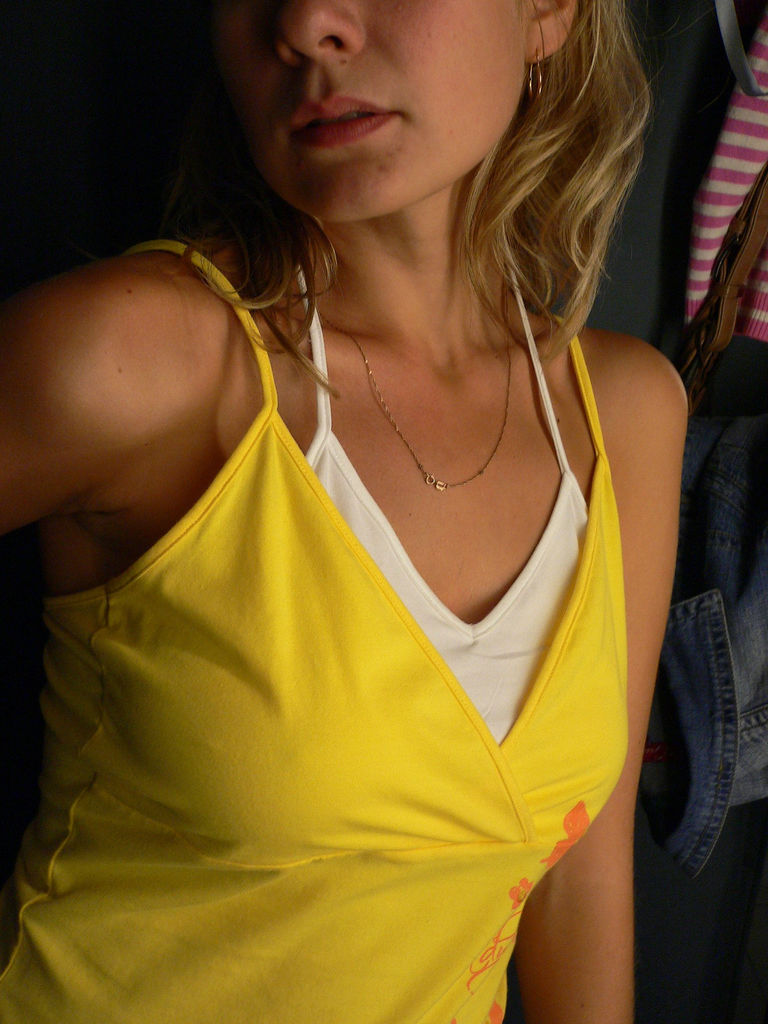
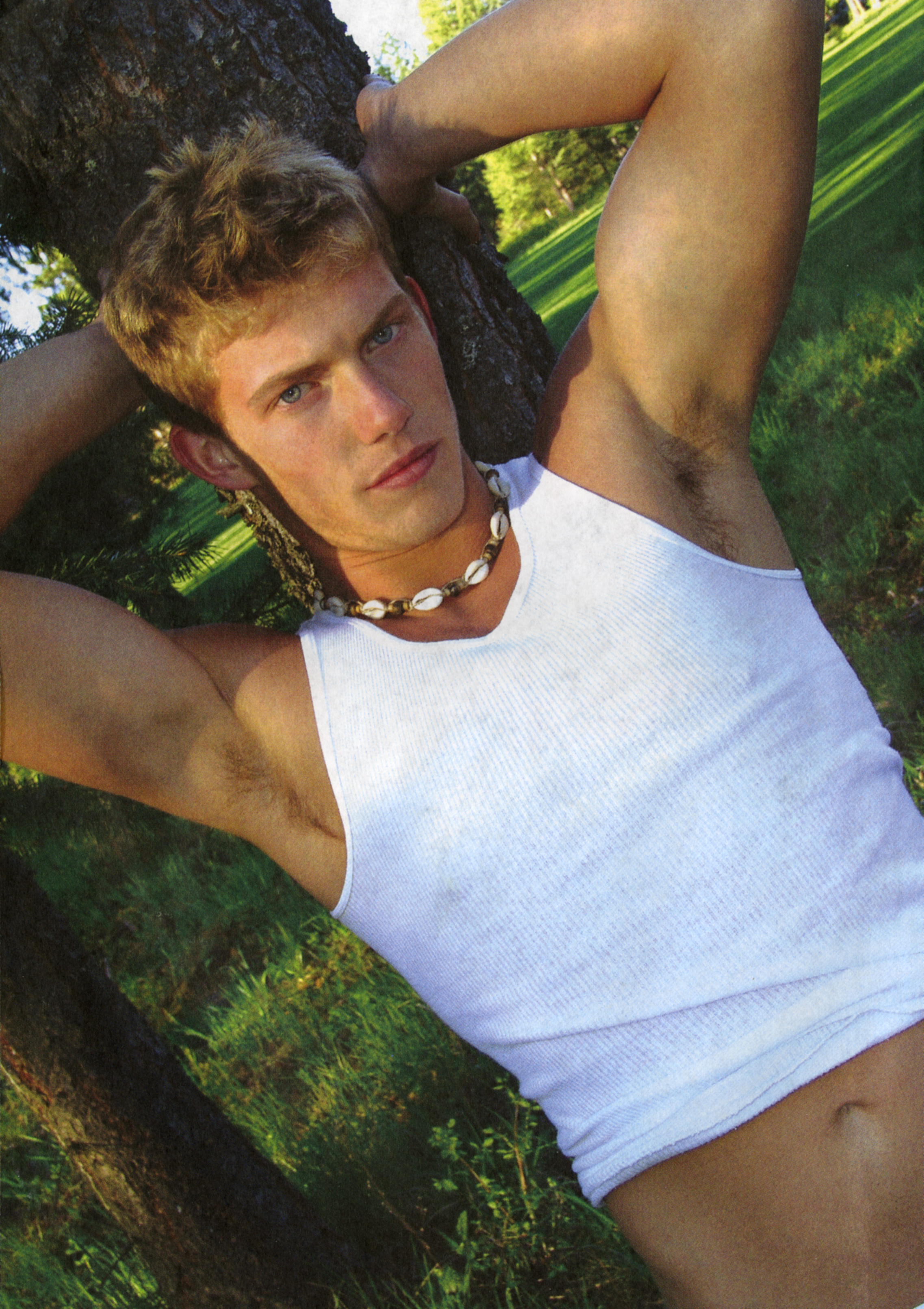